# Виноградов, Константин Петрович
Константин Петрович Виногра́дов (3 [15] июня 1899, Москва — 23 августа 1980, Москва) — советский хоровой дирижёр, музыкальный педагог. Народный артист РСФСР (1960), лауреат Сталинской премии (1950)

## Биография
Родился 22 мая (3 июня) 1899 года в Москве. В 1925 окончил фортепианное отделение Московского музыкального училища имени Гнесиных по классу Елены Гнесиной.
В 1923—1936 годах концертмейстер, главный хормейстер, а затем главный дирижёр Оперного театра имени К. С. Станиславского (Москва). В 1936—1939 годах хормейстер, в 1939—1941 годах и. о. художественного руководителя Государственного академического русского хора СССР. В 1942—1946 годах руководитель Ансамбля песни и пляски Местной противовоздушной обороны. В 1946—1965 главный хормейстер ДКАППСА имени А. В. Александрова.
Член ВКП(б) с 1948 года. В 1924—1953 годах преподаватель Московского музыкального училища имени Гнесиных, где вёл классы хоровой, камерного пения и концертмейстерский. Участвовал в организации дирижёрско-хорового факультета училища. В 1956 году окончил дирижёрско-хоровое отделение ММПИ имени Гнесиных. С 1965 года преподаватель, с 1967 года доцент МГИК. Автор книги «Работа над дикцией в хоре» (1967).
Жил в Москве по адресу: Машков переулок, дом 1-а. Умер в Москве 23 августа 1980 года.

## Награды и премии
- народный артист РСФСР (1960)[2]
- Сталинская премия первой степени (1950)[2] — за концертно-исполнительскую деятельность в составе КАППСА
- Орден «Знак Почёта» (1964)[3]
- орден Красной Звезды (5.11.1943)
- медаль «За оборону Москвы» (3.11.1944)